# Robert Baker (hockey)
Robert Oscar Baker (n. 21 de diciembre de 1926 - f. 9 de febrero de 2012) es un jugador de hockey sobre hielo estadounidense que compitió en los Juegos Olímpicos de Sankt Moritz 1948. 
Baker fue miembro de la selección de hockey sobre hielo de Estados Unidos con la cual jugó en ocho juegos, pero fue descalificado en los Juegos Olímpicos de Sankt-Moritz 1948 que tuvieron lugar en Sankt Moritz, Suiza. 